# Tranz Am
 Tranz Am est un jeu vidéo d’action développé et publié par Ultimate Play the Game  sur ZX Spectrum en juillet 1983. Le jeu se déroule dans une version post-apocalyptique des États-Unis. Le joueur y incarne un pilote de voiture de course cherchant à rassembler les huit Great Cups of Ultimate lors de courses se déroulant dans tout le pays. Comme ses prédécesseurs Jetpac et Pssst, il a été programmé par Chris Stamper, ses graphismes ayant été conçus par son frère, Tim Stamper. À sa sortie, il est l’un des rares jeux ZX Spectrum à être disponible au format ROM permettant un chargement du jeu quasi instantané (le chargement de la version standard pouvant prendre plusieurs minutes). À sa sortie, le jeu reçoit un accueil plutôt positif de la presse spécialisée, les critiques saluant notamment ses graphismes et son système de contrôle facile à prendre en main mais regrettant son interface trop confuse,,.

## Accueil
| Tranz Am                 |      |       |
| Média                    | Pays | Notes |
| Computer and Video Games | US   | 78%   |
| Home Computing Weekly    | US   | 3/5   |